# Michael Sponseller
Michael Sponseller (Alliance, 25 september 1975) is een Amerikaans klavecimbelspeler en dirigent.

## Levensloop
Sponseller behaalde zijn diploma's aan het Muziekconservatorium van Oberlin (Ohio) en aan het Koninklijk Conservatorium in Den Haag. Zijn studies klavecimbel deed hij voornamelijk bij Lisa Goode Crawford. 
Deelnemend aan wedstrijden won hij:
- in 1998 het internationaal klavecimbelconcours voor Amerikaanse Bachsolisten
- in 1998 en in 2001 behaalde hij telkens de Vierde prijs in het internationaal klavecimbelconcours in Brugge, in het kader van het Festival Musica Antiqua
- in 2002 behaalde hij de Eerste prijs in het internationaal 'Mae and Irving Jurow Harpsichord Competition', gesponsord door de 'Southeastern Historical Keyboard Society', dat doorging in Bethlehem, Pennsylvania en geleid werd door Charlotte Mattax.
- hij behaalde een Eerste prijs in de America Young Artists Competition (Kalamazoo)
- hij behaalde een Tweede prijs in het internationaal klavecimbelconcours van Montreal, Canada.

Sponseller debuteerde als solist tijdens de Berliner Tage für Alte Musik in 1995 en heeft sindsdien doorheen Europa en Noord America geconcerteerd, als solist, lid van een ensemble of dirigent. Zo speelde hij onder meer in Saint Cecilia's Hall, in de Alliance Française (New York) en in festivals in Boston, Berkeley en Edinburgh. Na zijn terugkeer in de Verenigde Staten in 1999, concerteerde hij vaak met de Haendel and Haydn Society, de Smithsonian Chamber Players, de American Bach Soloists, het New York Collegium, en Appolo’s Fire. Hij trad op met voorname artiesten zoals Catherine Turocy, Emyln Ngai, Derek Lee Ragin, Malia Bendi Merad en Sarah Freiburg, alsook met ensembles zoals La Luna, Aradia en Rhetoric.
Michael Sponseller heeft een passie voor 17de- en 18de-eeuwse opera. Dit bracht hem er toe om te debuteren in het dirigeren. In 2000 dirigeerde hij Dido en Aeneas van Henry Purcell. Sindsdien heeft hij meegespeeld of gedirigeerd in talrijke repertoirewerken zoals Castor en Pollux, Ariodante, Amadigi, Alcina, Cephale et Procris en Les Arts Florissants. In 2000 werd hij ook onderzoeksassistent in het Centre de Musique Baroque de Versailles, waar hij samenwerkte met Lisa Goode Crawford voor de productie van opera's van Joseph Nicolas Pancrace Royer (1705-1755). Dit leidde in 2002 tot een succesvolle première in hedendaagse stijl van Royers 'Le Pouvoir de l'Amour' met de New York Baroque Dance Company, de Oberlin College en de Centre de Musique Baroque de Versailles. 
In 1999 werd Sponseller benoemd aan het Baldwin-Wallace College in Berea (Ohio) en later werd hij ook docent aan Boston University.

## Discografie
Sponseller heeft een uitgebreid aantal opnamen gerealiseerd voor de firma's Electra, Vanguard Classics, Naxos en Centaur.